# Miłochów
Miłochów – wieś w Polsce położona w województwie dolnośląskim, w powiecie świdnickim, w gminie Świdnica.

## Podział administracyjny
W latach 1975–1998 miejscowość administracyjnie należała do województwa wałbrzyskiego.

## Zabudowa
Na terenie wsi znajduje się zabytkowy pałac który aktualnie przerobiony jest na blok mieszkalny. Naprzeciwko, w czasach PRL, znajdowała się stacja paliw. W drugiej części wioski znajduje się stary magazyn, który aktualnie jest ruiną, lecz był tam kiedyś magazyn jabłek.

## Położenie
Wieś prowadzi drogami polnymi do Pszenna, Gogołowa, Krzczonowa, Boleścina. Drogami głównymi natomiast do Gogołowa i Jagodnika.